# Минто (аэропорт)
Аэропорт Минто (англ. Minto Airport), (ИАТА: MNT, FAA LID: 51Z) — государственный гражданский аэропорт, расположенный в двух километрах к востоку от населённого пункта Минто, (Аляска), США.

## Авиакомпании и пункты назначения
Деятельность аэропорта субсидируется за счёт средств Федеральной программы США Essential Air Service (EAS) по обеспечению воздушного сообщения между небольшими населёнными пунктами страны.